# Шалені гроші
«Шалені Гроші» (англ. Dumb Money) — новозеландський щотиждневий комедійний телесеріал, що здобув високу оцінку як критиків так і глядачів у багатьох країнах (Австралії, Канаді, Великій Британії, Італії та Ірландії).

## Зміст
Центром сюжету постає родина злочинців, що намагається розпочати чесне життя після ув’язнення голови родини. Назви серій та власне назва телешоу утворені з цитат шекспірівських творів. Головні герої намагаються утриматися на ледь помітній стежці між добром та злом відповідно до наступних цінностей: законності, злочинному кодексу честі, відданості родині та респектабельності.

## Саундтрек
Головною темою телесеріалу є композиція новозеландського гурту Hello Sailor «Gutter Black». 